# Стадион имени Николая Горюшкина
Стадион имени Николая Горюшкина — стадион в Свердловске. Вместимость 10 000 мест.

## История
Стадион был построен в октябре 1967 года. Назван в честь Николая Ивановича Горюшкина, уроженца Свердловска, дважды Героя Советского Союза. В 2009 году стадион прошёл реконструкцию.

## Описание
На главной трибуне установлены пластиковые сиденья, также ней же расположена VIP-ложа на 50 мест. На противоположной трибуне размещены скамьи. Трибуны за воротами отсутствуют.
На стадионе установлено электронное табло 6,1×4,1 м, а также четыре осветительные башни. Крыша на стадионе отсутствует, имеются беговые дорожки. На территории стадиона также есть тренировочное поле.